# Nykvarns Innebandy
Nykvarns Innebandy är en innebandyklubb från Nykvarn. Herrlaget spelar i innebandyns högsta serie SSL - Svenska Superligan. Föreningen består egentligen av två föreningar - Nykvarns IF Utveckling samt Nykvarns IBF. Nykvarns Innebandy består av ca 600 licenserade spelare samt över 125 ledare. 

## Nykvarns IF Utveckling
Nykvarns IF bildades 1986 och har genom åren tillhört toppen inom Sörmlands innebandyn. 2009 blir Turinge IBF en del av Nykvarns IF. (Nykvarns IBF).
Nykvarns IF har herrlag i division 1 samt div.2 och div.3 i Södermanland. Juniorlag i Juniorallsvenskan för dam och herr i samarbete med Nykvarns IBF. Dessutom deltar våra ungdomar i dam- och herr juniorserierna i Södermanland i samarbete med Nykvarns IBF. Ungdomslag - Idag finns det 14 stycken ungdomslag i föreningen födda 2010 ner till 2020.

## Nykvarns IBF
Nykvarns IBF seniorlag på herrsidan spelar säsongen 2025/26 i Svenska Superligan (SSL). På damsidan spelar man i Division 1 och div.2. Nykvarns IBF har också juniorlag i Juniorallsvenskan för dam och dam junior lag i samarbete med Nykvarns IF.

## Arenor
- Furuborghallen (kap.1500 personer). Här spelar SSL laget sina hemmamatcher. samt herrar div.1, div.2 samt JAS lag och en del ungdomslag.
- Björkestahallen (kap.350pers). Används även den för matcher och träning. Damer div.2, herrar div.3 samt en del ungdomslag.

## Historia
Nykvarns IF bildades 1986. Klubben bestod då av ett herrlag. Laget anmäls för första gången till seriespel 1987 (div 1 Södermanland). Ett andra lag startas upp även de 1987, men spelar inget seriespel.
Klubben startade 1991 ett juniorlag för pojkar födda 73/74.
Klubben startade ett sitt första damlag 1993. Klubben startade sitt första ungdomslaget 1996 (pojkar födda 85/86).
Säsongen 2021/22 vann laget Allsvenskan Norra och fick därmed chansen att kvala till SSL.
Under säsongen 2022/23, nu med Niklas Hedstål som ny tränare, gjorde Nykvarn en av sina starkaste säsonger hittills. Laget slutade tvåa i Allsvenskan Norra och kvalificerade sig efter playoff till SSL.
Säsongen 2024/25 nådde laget för första gången ett SM Slutspel i högsta ligan SSL - Svenska Superligan.

## Meriter
DM Herrar: Guld - 2001, 2004, 2006, 2008, 2010, 2012/13. - Silver 2014/15 
DM Damer: Guld - 2012/13, 2013/14, - Silver - 2014/15, 2019/20. 
DM Damjunior: Silver - 2013/14, 2015/16 
DM Herrjunior - Guld - 2012/13, 2014/15. 
Ungdoms-SM (USM): Pojkar 16 - SM Guld 2013/14 (årskull 97-99), Pojkar 16 - SM Guld 2015/16 (årskull 99-00), Pojkar 16 - SM Brons 2014/15 (årskull 98-99)  Pojkar 16 - SM Brons 2024/25 (årskull xx). 
Ungdoms-SM (USM): Flickor 16 - SM Guld 2013/14 (årskull 98-99).
Junior-SM: Herrjuniorer 18 - SM Brons 2023/24 (årskull xx). 

## Spelare som spelat i Nykvarn (historia)
- Oskar Fagerlund - (Elitserien, Svenska landslaget)
- Minna Heponiemi - (Elitserien, Svenska landslaget)